# Партизанская слава (мемориал)
Мемориа́л «Партиза́нская сла́ва» — мемориальный комплекс на территории Лужского городского поселения. Расположен между 138 и 139 км Киевского шоссе, у одного из въездов в город Лугу. Посвящён боевому братству партизан трёх областей — Ленинградской, Новгородской и Псковской. Объект культурного наследия регионального значения.

## Описание
Мемориальный комплекс сооружен в 1973—1975 гг. и открыт к 30-летию Победы, 10 мая 1975 года. Авторы — архитектор В. Б. Бухаев, скульпторы В. И. Бажинов, В. Э. Горевой, С. А. Кубасов, В. И. Неймарк — в 1978 году были награждены за эту работу Государственной премией.
Композиционным элементом, объединяющим все детали памятника, является дорога, которая начинается около железобетонного дота, сохранившегося со времен Великой Отечественной войны. Она проходит по полю, на котором установлены 13 гранитных стел-валунов с надписями, посвящёнными 13 партизанским бригадам, сражавшимся в Ленинградской области. У подножия холма дорога переходит в широкую лестницу, по обе стороны которой находятся три уступа-бастиона, символизирующие три области. На каждом уступе размещены посвящения с рельефными текстами:
«Вам, сильные, гордые духом, мужественно пронёсшие знамя борьбы, свободы по тылам врага»
«Вам, непокоренные, не ставшие на колени перед фашизмом герои партизанских сражений под Ленинградом, Псковом, Новгородом»
«Вам, бесстрашные партизаны, партизанки, грудью преграждавшие врагу дорогу на Ленинград, от благодарных потомков»
На вершине холма расположена скульптурная композиция высотой более 20 метров. На высоком гранитном пьедестале установлена статуя девушки-партизанки с автоматом и развевающимся знаменем в руках, которая как бы призывает народ на борьбу с захватчиками. Считается, что при создании скульптуры авторы вдохновлялись образом партизанки Антонины Петровой, которая погибла в бою с врагами на территории Лужского района и была посмертно удостоена звания Героя Советского Союза.
Дорога заканчивается у входа в подземный мемориальный зал. На его фасаде расположены три горельефа: «Уход в партизаны», «Клятва» и «Бой». По внутреннему периметру здания расположены не застеклённые узкие окна-бойницы, над которыми располагается фриз, выполненный из фотографий военных лет. Напротив входа на стене находится широкий проем с металлической решёткой, звенья которой составлены из текста партизанской клятвы:
«Я, сын трудового народа, по зову Коммунистической партии и советского правительства добровольно вступаю в ряды партизан Ленинградской области. Перед лицом своей Отчизны и трудящимися героического города Ленина даю священную и нерушимую клятву партизана. Я клянусь до последнего дыхания быть верным своей Родине, не выпускать из рук оружия, пока последний фашистский захватчик не будет уничтожен на земле моих дедов и отцов».

## События
Указом Президента РФ № 452 от 5 мая 1997 г. мемориальный комплекс был исключён из Перечня объектов исторического и культурного наследия федерального значения (в который был включён согласно предыдущему указу № 176 от 20 февраля 1995 г.) и отнесён к категории памятников истории и культуры местного (регионального) значения.
На территории мемориального комплекса ежегодно в День Победы проходят праздничные мероприятия и торжества.
К 60-летию Победы мемориальный комплекс был благоустроен. В ходе реставрационных работ, начавшихся в 2004 году, была произведена перекладка ступеней к памятнику, обновлена тротуарная плитка и проведены другие капитальные и косметические работы.
В июле 2016 года в ряду стел-валунов появился новый памятник с надписью: «Партизанам-интернационалистам от благодарных жителей Ленинградской области. 1941—1944 гг.». Он был установлен в связи с тем, что на территории Лужского района зимой 1942—1943 годов воевал также партизанский интернациональный отряд. В том же 2016 году рядом с комплексом была построена на частные средства и освящена часовня во имя Георгия Победоносца и было принято решение создать возле мемориала музей партизанской славы. При этом работы по проектированию музея и расчёт окончательной стоимости проекта были завершены лишь к январю 2022 года, а поэтапная реализация проекта была запланирована на следующие 5 лет.
В сентябре 2023 года на территории мемориального комплекса появился памятник чекистам ленинградских партизанских бригад.

### Комментарии
1. ↑  В ряде источников и в документе о постановке на государственную охрану местоположением комплекса указывается 135-й километр